# Ceraspis dorsata
Ceraspis dorsata är en skalbaggsart som beskrevs av Hermann Burmeister 1855. Ceraspis dorsata ingår i släktet Ceraspis och familjen Melolonthidae. Inga underarter finns listade i Catalogue of Life.